# Rio Dobra (Lotru)
O Rio Dobra é um rio da Romênia, afluente do Lotru, localizado no distrito de Vâlcea.